# Citellophilus martinoi
Citellophilus martinoi är en loppart som först beskrevs av Wagner et Ioff 1926.  Citellophilus martinoi ingår i släktet Citellophilus och familjen fågelloppor.

## Underarter
Arten delas in i följande underarter:
- C. m. martinoi
- C. m. rotundus